# Genista ifniensis
Genista ifniensis là một loài thực vật có hoa trong họ Đậu. Loài này được Caball. miêu tả khoa học đầu tiên.